# أماندا أساي
أماندا كارلين آساي (16 مايو 1988 - 7 يناير 2022)، لاعبة بيسبول وهوكي الجليد كندية. لعبت في فريق البيسبول الوطني الكندي للسيدات من عام 2005 إلى عام 2021، وكانت العضوة الأطول خدمة في وقت وفاتها. لقد ضربت ورمت بيدها اليمنى ولعبت في الماسك والقاعدة الأولى والرامية الأساسية.
انضمت أساي للمنتخب الوطني عندما كان عمرها 17 عاما. لعبت في كأس العالم بعد عام واحد، حيث عينت في فريق البطولة كأول لاعب أساسي وفازت بجائزة أفضل لاعب في المنتخب الوطني. شرعت في المنافسة في ست بطولات أخرى لكأس العالم، وحصلت على ميداليتين فضيتين وميداليتين برونزيتين في المجموع. كانت أيضًا جزءًا من القائمة التي حصلت على الميدالية الفضية في دورة ألعاب عموم أمريكا 2015. في كأس العالم 2016، لعبت دور رامية، وفازت في بدايتها من خلال تقديم ألعاب كاملة، وحصلت مرة أخرى على جائزة أفضل لاعب في الفريق.

## النشأة
ولدت آساي في برينس جورج، كولومبيا البريطانية، في 16 مايو 1988. كان والدها جورج يعمل مدرسًا للعلوم في المدرسة الثانوية. كانت والدتها لوريس ممرضة. بدأت آساي بلعب البيسبول عندما كانت في الخامسة من عمرها. التحقت بمدرسة كوليدج هايتس الثانوية في مسقط رأسها، حيث تخرجت بمرتبة الشرف. ثم درست في جامعة براون بمنحة أكاديمية وهوكي، وتخرجت بدرجة بكالوريوس العلوم عام 2010. وبعد ذلك، أكملت دراساتها العليا في جامعة كولومبيا البريطانية تحت إشراف سوزان سيمارد، وحصلت على ماجستير العلوم عام 2013، و دكتوراه في الفلسفة في الغابات عام 2020. ركزت أبحاثها على اختيار الأقارب والاعتراف بهم في تنوب دوغلاس الداخلي، بالإضافة إلى مشاركة شبكات المايكورهيزال في هذا التفاعل.

## اللعب الوظيفي

### الرابطة الوطنية لرياضة الجامعات
تنافست آساي في كرة لينة لصالح جامعة براون من عام 2007 حتى سنتها الأخيرة في عام 2010، حيث لعبت دور أول لاعب أساسي، ولاعب دفاع، وضارب معين. في موسمها الأول، حصلت على أكبر عدد من الضربات في (RBIs) في الفريق بـ16، لتتماشى مع 20 ضربة و8 أشواط مسجلة في 42 مباراة. لقد اقتصرت على ثماني مباريات في العام التالي بسبب الإصابة التي أنهت موسمها قبل الأوان، لكنها حافظت على معدل ضرب يبلغ 0.435 مع 10 ضربات وستة من RBIs في تلك المباريات. أيضًا اختصر موسم 2009 الخاص بها إلى ست مباريات بسبب إصابة أخرى في نهاية الموسم. مع ذلك، فقد حصلت على 10 ضربات، واثنتين على أرضها، وستة من RBIs، وستة أشواط مسجلة في 13 في الخفافيش. عملت كقائدة للفريق خلال سنتها الأخيرة.
لعبت آساي أيضًا في فريق هوكي الجليد للسيدات من الدببة البنية. لقد فاتتها مباراة واحدة فقط خلال موسمها الأول في 2006-2007، من أجل العودة إلى الوطن للحصول على جائزة أفضل لاعبة بيسبول للسيدات في كندا. خلال عامها الثاني، لعبت 19 مباراة كرجل دفاع وسجلت تسع تسديدات.

### البيسبول
انضمت آساي إلى المنتخب الكندي عام 2005، عندما كان عمرها 17 عامًا. وبعد عام واحد، ظهرت لأول مرة في كأس العالم في البطولة التي أقيمت في تايوان والتي حصل فيها الكنديون على الميدالية البرونزية. وظفت آساي كنسخة احتياطية في موقعها الطبيعي كملتقط، حيث تأتي غالبية وقت لعبها كأول لاعب أساسي وضارب معين. لقد سجلت معدل ضرب يبلغ 500 طوال المنافسة جنبًا إلى جنب مع تسعة من RBIs، مما أدى إلى تعيينها في فريق كل النجوم في البطولة كأول لاعب أساسي والفوز بجائزة أفضل لاعب في المنتخب الوطني (MVP). واصلت آساي المنافسة في ست نسخ أخرى من كأس العالم، وساعدت الفريق الكندي على الفوز بالميدالية الفضية في عامي 2008 و2016، والبرونزية في عامي 2012 و2018. خلال بطولة 2016، لعبت دور الرامي الأساسي وفازت بمباراتيها من خلال الرمي الكامل ألعاب. وشمل ذلك الفوز 2-1 على تايبيه الصينية في الدور قبل النهائي. لقد سجلت 1.00 متوسط التشغيل المكتسب (ERA) و 16 ضربة. هجوميًا، كان لديها معدل ضرب يبلغ 0.333 مع ثنائيتين وثلاثة من RBIs. تقديراً لأدائها، كرمت كأفضل لاعب في الفريق للمرة الثانية.
في مايو 2015، كان آساي واحدًا من ثمانية عشر لاعبًا اختيروا للعب في القائمة الكندية في ألعاب عموم أمريكا 2015، التي أقيمت بعد شهرين في تورونتو. كانت هذه هي النسخة الأولى من الألعاب الرياضية المتعددة الكبرى التي تضم لعبة البيسبول للسيدات. اختيرت كأول لاعبة أساسية ورامية. تقدم الفريق في النهاية إلى مباراة الميدالية الذهبية في بطولة السيدات، حيث خسر 11-3 أمام الولايات المتحدة. لقد قدمت 2+2⁄3 أدوار بشكل مريح وسجلت RBI في النهائي. احتلت آساي لاحقًا المرتبة السابعة في قائمة Baseball America لأفضل 10 لاعبات بيسبول في العالم والتي صدرت في أغسطس 2017. وكانت الكندية الوحيدة التي دخلت القائمة. في وقت وفاتها، كانت العضوة الأطول خدمة في فريق البيسبول الكندي للسيدات، حيث لعبت في الفريق لمدة ستة عشر عامًا.

### هوكي الجليد
تنافست آساي في هوكي الجليد للسيدات مع فريق يو بي سي ثندربيردز من عام 2010 إلى عام 2012، حيث لعبت كمهاجم. أثناء ال موسم 2010-11 ثندربيردز، سجلت 6 أهداف وساهمت بـ 5 تمريرات حاسمة مقابل 11 نقطة. في عامها الأخير، احتلت المركز الثاني في الفريق من حيث النقاط المسجلة قبل أربع مباريات متبقية. لقد سجلت هدفي يو بي سي ثندربيردز الوحيدين في خسارة 4-2 أمام مانيتوبا بيسون في ليلة كبار السن، عندما كرمت آساي وزميل آخر في الفريق قبل مباراتهم الأخيرة على أرضهم مع يو بي سي ثندربيردز. سجلت هدفًا آخر خلال المباراة قبل الأخيرة للموسم العادي لكندا الغربية ضد أقوياء البنية في ساسكاتشوان.

## الحياة الشخصية
ظهرت آساي إلى جانب مشرفتها سوزان سيمارد في الفيلم الوثائقي الأشجار الذكية. كانت تعمل كحراجية في وزارة الغابات والأراضي والموارد الطبيعية والتنمية الريفية في نيلسون، كولومبيا البريطانية. لعبت الهوكي هناك في شتاء 2021–22.
توفيت آساي عن عمر يناهز 33 عامًا في 7 يناير 2022، في مستشفى كوتيناي ليك في نيلسون. سقطت في بئر شجرة أثناء التزلج في منتجع وايت ووتر للتزلج القريب.
بعد شهرين من وفاتها، أنشأت مؤسسة مجتمع الأمير جورج جائزة الدكتورة أماندا آساي التذكارية تكريماً لها. يتم تقديمه سنويًا لاثنين من طلاب المرحلة ما بعد الثانوية، أحدهما من المنطقة التعليمية 57 في مسقط رأسها والآخر من المنطقة التعليمية 8 في نيلسون.

## الإحصائيات المهنية

### الهوكي NCAA
| السنة   | المباريات | ز | أ | نقط | إدارة المعلومات الشخصية | بي بي جي |
| 2006–07 | 28        | 2 | 4 | 6   | لا يوجد                 | 0        |
| 2007–08 | 19        | 0 | 0 | 0   | 8                       | 0        |
| 2008–09 | 15        | 0 | 1 | 1   | 6                       | 0        |

المصدر:

## الجوائز والتكريم
- فريق بطولة العالم للبيسبول للسيدات (2006)[10]
- المتأهل للتصفيات النهائية، جائزة تيب أونيل (2006، 2016)[8][19]
- جائزة أفضل لاعب في كندا للسيدات (2006، 2016)[16]